# 피아노 협주곡 5번 (생상스)

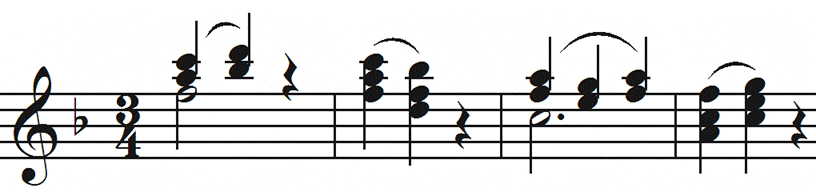
생상스 피아노 협주곡 5번의 메인 멜로디.

《피아노 협주곡 5번 바장조 '이집트' 작품번호 103》은 카미유 생상의 마지막 피아노 협주곡이었다. 그는 피아노 협주곡 4번이 나온 지 20년이 지난 1896년에 그 해 5월 6일 자신의 희년 음악회에서 자신을 연주하기 위해 작곡했다. 이 콘서트는 1846년 Salle Pleyel에서 그의 데뷔 50주년을 기념했다.

## 구조
1. Allegro animato
알레그로 아니마토는 두 개의 대조적인 주제 사이를 여러 번 번갈아 가며 이야기한다. 건반의 위아래로 달리는 화려하고 기술적으로 도전적인 피아노 파트가 에너지를 높여 새로운 변주마다 스며드는 피아노에 간단한 주제를 소개하며 따뜻하게 시작한다. 이것은 생상스의 피아노 협주곡 2번 안단테 소스테누토 악장을 연상시키며 훨씬 더 느리고 우울한 주제로 녹아든다.
2. Andante
전통적으로 느리고 표현력 있는 협주곡 형식의 안단테는 말 그대로 펑 하는 소리와 함께 시작한다; 팀파니는 오케스트라 화음을 끊고 강렬하게 리드미컬한 현악기 부분과 피아노로 오르내리는 이국적인 연주를 한다. 이 흥미로운 소개는 생상스가 나일강을 항해할 때 들었던 누비아의 사랑 노래에 바탕을 두고 있다.
3. Molto allegro
독주자는 피아노로 돌진하는 활기차고 분주한 첫 번째 테마를 선보이기 전에 낮은 우르릉거림으로 세 번째 몰토 알레그로를 시작한다. 피아노는 목관과 현이 새로운 선율을 몰고 오면서 아찔한 동작을 계속한다. 이 둘은 결합하고 겹친다. 1899년 그는 이 주제들을 토카타로 각색하여 《피아노 연습곡 작품번호 111》의 마지막 악장으로 넣었다.

## 악기 편성
- 독주 피아노
- 목관악기: 피콜로, 플루트2, 오보에2, 클라리넷2, 바순2
- 금관악기: 호른4, 트럼펫2, 트롬본3
- 타악기: 팀파니, 탐탐
- 현악 5부